# Bathybatini
Die Bathybatini sind eine Tribus der Buntbarsche (Cichlidae). Alle Arten der Bathybatini leben endemisch im Tanganjikasee.

## Merkmale
Die verschiedenen Arten der Bathybatini werden 20 bis 40 cm lang. Ihr Körper ist langgestreckt, leicht erhöht und seitlich abgeflacht. Ihre Grundfarbe ist silbrig. Rumpf und Kopf sind durch verschiedene dunkle und blaue Streifen, Punkte oder eine Kombination von beiden gemustert. Das tief gespaltene Maul ist groß und mit scharfen, konischen Zähnen besetzt. Die Fische ernähren sich carnivor vor allem von Fischen. Alle Bathybatini sind Maulbrüter. Die Eier der größten Arten können einen Durchmesser von 8,5 mm erreichen und sind damit die größten Buntbarscheier.

## Arten und Gattungen

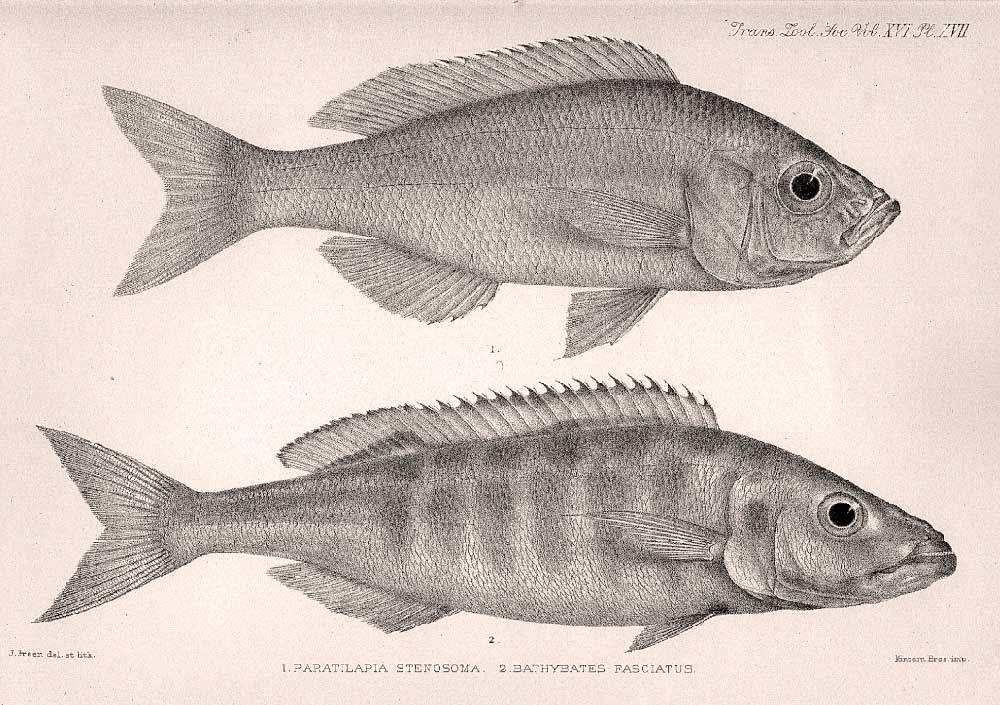
Hemibates stenosoma & Bathybates fasciatus

Es gibt zwei Gattungen und neun Arten:
- Gattung Bathybates
  - Bathybates fasciatus Boulenger, 1901
  - Bathybates ferox Boulenger, 1898
  - Bathybates graueri Steindachner, 1911
  - Bathybates hornii Steindachner, 1911
  - Bathybates leo Poll, 1956
  - Bathybates minor Boulenger, 1906
  - Bathybates vittatus Boulenger, 1914
- Gattung Hemibates
  - Hemibates koningsi Schedel & Schliewen, 2017
  - Hemibates stenosoma (Boulenger, 1901)

Die früher ebenfalls zur Tribus Bathybatini zählende Gattung Trematocara wird heute in eine eigene Tribus gestellt, die Trematocarini, da sie sich schon vor etwa 8 Millionen Jahren von der zu den zwei anderen Gattungen führende Evolutionslinie abgespalten hat.

## Belege
1. ↑  Mark Smith: Lake Tanganyika Cichlids. Barron's Educational Series, 1998, ISBN 0764106155
2. ↑  Tetsumi Takahashi: Systematics of the tribe Trematocarini (Perciformes: Cichlidae) from Lake Tanganyika, Africa. Ichthyological Research, August 2002, Volume 49, Issue 3, doi: 10.1007/s102280200036